# Brighton & Hove Albion Women Football Club
Il Brighton & Hove Albion Women Football Club, meglio noto come Brighton & Hove o più semplicemente Brighton, è una squadra di calcio femminile inglese con sede a Brighton & Hove, località balneare nell'East Sussex, affiliata all'omonimo club maschile del quale ripropone i colori sociali. Gioca le partite casalinghe al Broadfield Stadium di Crawley.
Dalla stagione 2018-2019 è iscritta alla Women's Super League, massimo livello del campionato inglese.

## Storia

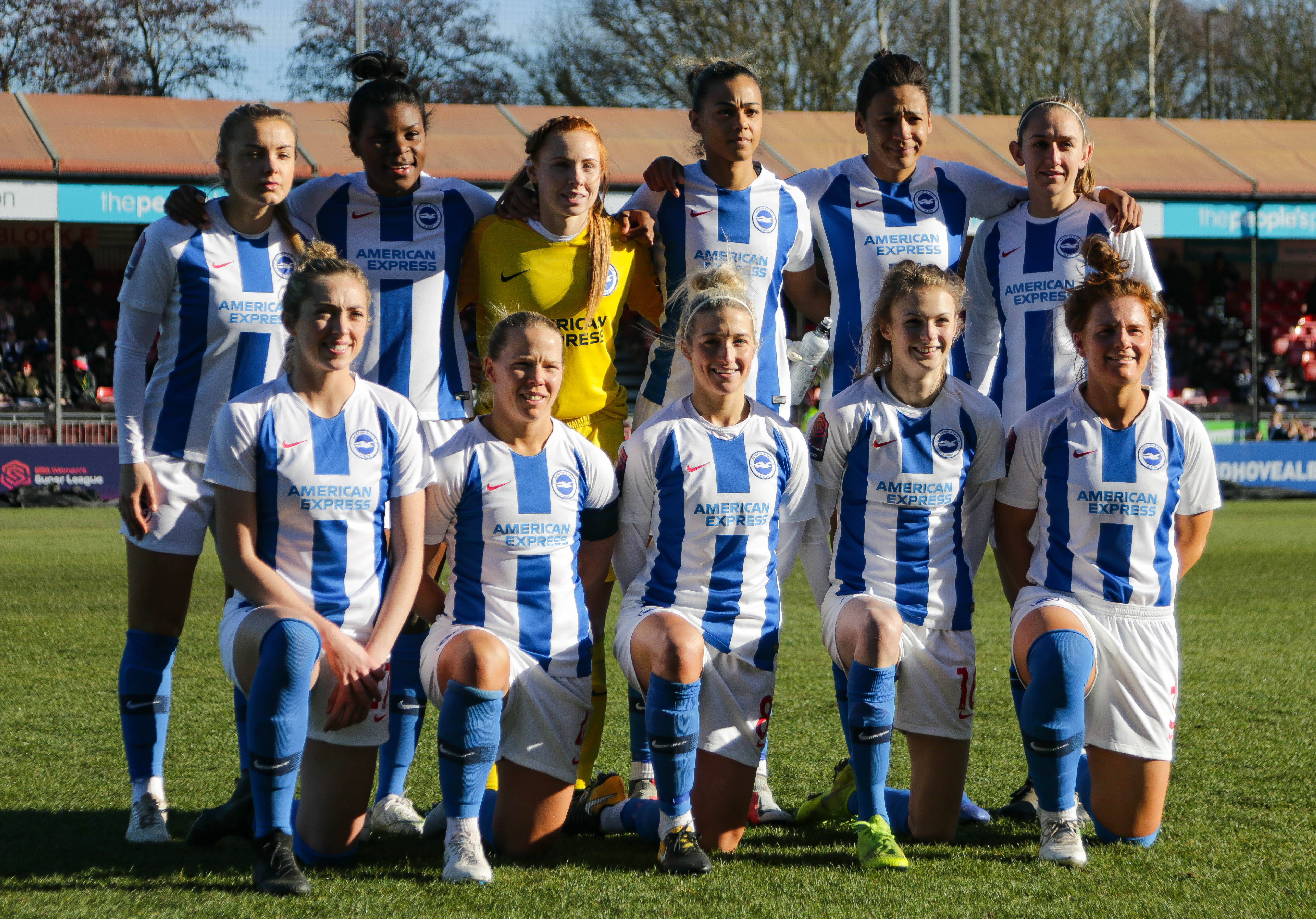
Formazione del Brighton & Hove Albion nella partita di FA Women's Cup contro il del 3 febbraio 2019.

Il club nacque nel 1990 quando il Brighton GPO si affiliò al Brighton & Hove Albion Football Club. L'anno seguente la squadra venne iscritta alla FA Women's Premier League Southern Division, in una rinnovata struttura del campionato inglese. Da allora, la squadra ha giocato nella Sourthern Division, secondo livello nazionale, eccetto nel biennio 2001-2003 nel quale ha partecipato alla National Division. Con la nascita della Super League nel 2011, la Southern Division è diventata la quarta serie nazionale, per poi passare al terzo livello con la soppressione della National Division. Il Brighton & Hove Albion ha conquistato la promozione in FA Women's Super League 2 al termine della stagione 2015-16: conclusa la Southern Division al primo posto, ha vinto lo spareggio promozione contro lo Sporting Club Albion, vincitore della Northern Division. La promozione venne poi confermata dalla verifica dei requisiti di partecipazione alla Women's Super League.
Dopo aver concluso al sesto posto la Spring Series, ossia la stagione 2017 di transizione al nuovo sistema, la squadra, guidata da Hope Powell, ha finito al secondo posto la stagione 2017-18, ottenendo l'ammissione alla FA Women's Super League 2018-2019, vista anche una ristrutturazione della lega. Il Brighton & Hove Albion ha concluso la prima stagione nella massima serie al nono posto, replicando anche nella stagione successiva. Nella stagione 2020-21 la squadra si è classificata al sesto posto a metà classifica, confermandosi con un settimo posto nell'annata seguente.

## Palmarès
- Campionato inglese di seconda divisione: 1

2017-2018

## Organico

### Rosa 2024-2025
Rosa e numeri di maglia come da sito societario.
| N. |                        | Ruolo | Calciatrice                |
| -- | ---------------------- | ----- | -------------------------- |
| 2  | Norvegia (bandiera)    | D     | Maria Thorisdottir         |
| 3  | Inghilterra (bandiera) | D     | Poppy Pattinson            |
| 5  | Norvegia (bandiera)    | D     | Guro Bergsvand             |
| 6  | Spagna (bandiera)      | C     | Victoria Losada (capitano) |
| 7  | Tanzania (bandiera)    | A     | Aisha Masaka               |
| 8  | Germania (bandiera)    | A     | Pauline Bremer             |
| 9  | Inghilterra (bandiera) | A     | Nikita Parris              |
| 10 | Serbia (bandiera)      | C     | Jelena Čanković            |
| 11 | Giappone (bandiera)    | A     | Kiko Seike                 |
| 12 | Irlanda (bandiera)     | D     | Caitlin Hayes              |
| 14 | Inghilterra (bandiera) | A     | Fran Kirby                 |
| 15 | Paesi Bassi (bandiera) | C     | Nadine Noordam             |
| 16 | Colombia (bandiera)    | D     | Jorelyn Carabalí           |

| N. |                        | Ruolo | Calciatrice       |
| -- | ---------------------- | ----- | ----------------- |
| 17 | Inghilterra (bandiera) | C     | Rebecca Rayner    |
| 18 | Inghilterra (bandiera) | C     | Maisie Symonds    |
| 19 | Paesi Bassi (bandiera) | D     | Marisa Olislagers |
| 20 | Spagna (bandiera)      | A     | Bruna Vilamala    |
| 21 | Stati Uniti (bandiera) | A     | Madison Haley     |
| 22 | Serbia (bandiera)      | C     | Dejana Stefanović |
| 23 | Paesi Bassi (bandiera) | D     | Marit Auée        |
| 27 | Scozia (bandiera)      | D     | Rachel McLauchlan |
| 28 | Germania (bandiera)    | P     | Melina Loeck      |
| 32 | Inghilterra (bandiera) | P     | Sophie Baggaley   |
| 33 | Australia (bandiera)   | C     | Charlize Rule     |
| 59 | Inghilterra (bandiera) | A     | Michelle Agyemang |